# Толга Карел
Толга̀ Карѐл (на турски: Tolga Karel) е турски актьор, познат в България с ролята на Оуз от сериала Листопад. Изявява се успешно като актьор, певец, текстописец и композитор. Живее в САЩ.
Специализирал кино- и театрална критика в Париж. Преди да стане актьор е пишел статии и кино- и театрална критика за интернет сайт. Освен това се занимава и с музика, има свои авторски парчета, има собствена група, която е издала албум, озаглавен „Hande Yener“. Той е автор на някои от песните на Ебру Гюндеш, Йозджан Дениз, Хюлия Авшар, Ебру Яшар, Зейнеп Мансур и др.

## Дискография

### Албуми
- 2003: Göçebe
- 2005: Dale Don Dale

### Сингли
- 2003: Göçebe
- 2003: Asparagas
- 2005: Dale Don Dale